# Zona de sacrifici

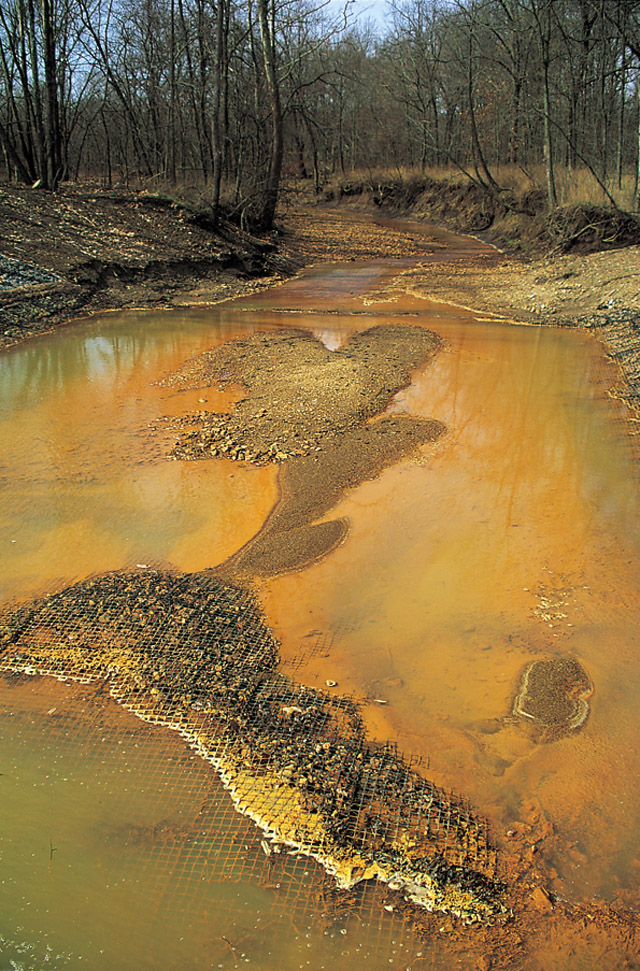
Una zona de sacrifici on la precipitació d'hidròxid de ferro de la mineria del carbó ha danyat un rierol i la zona circumdant.

Una zona de sacrifici o àrea de sacrifici (sovint anomenada zona de sacrifici nacional o àrea de sacrifici nacional ) és una àrea geogràfica que ha sigut subjecte permanentment de fortes alteracions ambientals (generalment en un grau negatiu) o desinversió econòmica, sovint a través d'un ús local no desitjat de la terra (LULU). Els comentaristes com Chris Hedges, Joe Sacco i Steve Lerner han argumentat que les pràctiques empresarials corporatives contribueixen a produir zones de sacrifici. Un informe de 2022 de les Nacions Unides va destacar que milions de persones a tot el món es troben a zones de sacrifici per contaminació, especialment a zones utilitzades per la indústria pesant i la mineria .

## Definició
Una zona de sacrifici o àrea de sacrifici és una àrea geogràfica que s'ha vist deteriorada permanentment per danys ambientals o desinversió econòmica.
Una altra definició estableix que les zones de sacrifici són llocs danyats per l'ús local no desitjat de la terra que causen "contaminació química on els residents viuen immediatament al costat d'indústries o bases militars molt contaminades".
Per a Ryan Juskus, les zones de sacrifici són "àrees geogràfiques que contenen una quantitat desproporcionada de contaminació industrial, exposició a productes químics tòxics o altres danys ambientals associats amb la indústria o la seguretat nacional" (pàg.11). Un altre aspecte important d'aquesta definició és que l'existència de zones de sacrifici implica la presència de zones d'abundància. En altres paraules, el dany ambiental desproporcionat que reben algunes comunitats està directament relacionat amb el manteniment de privilegis i estils de vida en altres geografies. Un altre aspecte important de les zones de sacrifici és que sovint es troben en comunitats de baixos ingressos amb una gran presència de minories ètniques o religioses que beneficia els grups majoritaris.

## Origen del concepte
El concepte de Zona de Sacrifici té els seus orígens en l'àmbit de la gestió ramadera, s'utilitza per referir-se als espais on els pagesos concentraven les restes del bestiar per tal de protegir la resta de pastures. No obstant això, el concepte s'apropiaria del moviment indi americà i algunes lluites ecologistes transformant-lo d'un terme tècnic utilitzat per a la gestió de terres i animals a una manera de concebre els espais geogràfics en què la destrucció dels recursos naturals és un problema.

Segons Helen Huntington Smith,  el terme es va utilitzar per primera vegada als EUA discutint els efectes a llarg termini de l'extracció de carbó a l'Oest americà als anys setanta. L'⁣Acadèmia Nacional de Ciències / Comitè d'Estudi de l'Acadèmia Nacional d'Enginyeria sobre el potencial per a la rehabilitació de terres minades per a la superfície de carbó a l'oest dels Estats Units va produir un informe de 1973 que va introduir el terme, trobant:
A cada zona, la probabilitat de rehabilitar una zona depèn dels objectius d'ús del sòl, de les característiques del lloc, de la tecnologia disponible i de l'habilitat amb què s'aplica aquesta tecnologia. En els extrems, si les terres minades superficials es declaren àrees de sacrifici nacionals, totes les zones ecològiques tenen una alta probabilitat de ser rehabilitades amb èxit. Tanmateix, si l'objectiu és la restauració completa, la rehabilitació a cada zona no té cap probabilitat d'èxit.
De la mateixa manera, el 1975, Genevieve Atwood va escriure a Scientific American :
L'explotació de superfície sense recuperació elimina la terra per sempre de l'ús productiu ; aquesta terra es pot classificar millor com a àrea de sacrifici nacional. Amb una recuperació exitosa, però, la mineria superficial pot convertir-se en només un d'una sèrie d' usos del sòl que només interrompen un ús actual i després retornen el sòl a una productivitat potencial equivalent o fins i tot superior.
Huntington Smith va escriure el 1975: "El Panell que va emetre l'informe prudent i erudit de l'Acadèmia Nacional de Ciències va provocar sense voler-ho una bomba verbal" amb la frase National Sacrifice Area; "Les paraules van esclatar a la premsa occidental durant la nit. Apoderades per un poble que se sentia servit com a 'sacrificis nacionals', es van convertir en una paraula d'ordre i un crit de guerra". El terme va provocar un debat públic, inclòs entre ecologistes i polítics com el futur governador de Colorado Richard Lamm .
El terme es va continuar utilitzant en el context de la mineria en franges fins a almenys l'any 1999: "West Virginia s'ha convertit en una zona de sacrifici ambiental".

## Casos

### Argentina
El barri de Villa Inflamable es troba a la ciutat de Dock Sud i forma part de l'⁣Àrea Metropolitana del Gran Buenos Aires. La comunitat està situada al centre d'una àrea de desenvolupament petroquímic, on actualment operen 44 empreses d'hidrocarburs. Aquestes mateixes empreses són les principals responsables de convertir la conca Riachuelo-Matanza en una de les masses d'aigua més contaminades del món.
Informes d'agències públiques argentines i estrangeres  han confirmat la presència de plom, crom, benzè i altres productes químics perillosos en els subministraments d'aigua del barri, en quantitats molt superiors a les que permeten la normativa internacional. La investigació periodística i acadèmica ha recollit múltiples testimonis de diagnòstics de salut greus associats habitualment a la presència d'aquests contaminants. Així mateix, el llibre Flammable: Environmental Suffering in an Argentine Shantytown explora els efectes de la toxicitat en la vida quotidiana dels residents del barri Inflamable, fent referència a múltiples diagnòstics d'intoxicació per plom entre els habitants d'Inflamable, especialment entre els nens.

### Xile
El port xilè de Quintero i el veïnat Puchuncaví s'han assenyalat com a zona de sacrifici. La zona acull la central elèctrica de carbó Ventanas, una refineria de petroli, un magatzem de ciment, Fundición Ventanas, una foneria i refineria de coure, una fàbrica de lubricants i una terminal química. En total hi operen 15 empreses contaminants a la zona. L'any 2011, l'Escola La Greda situada a Puchuncaví, va quedar envoltada per un núvol químic del Complex Industrial Ventanas. El núvol de sofre va enverinar uns 33 nens i 9 professors, la qual cosa va provocar el trasllat de l'escola. L'antiga ubicació de l'escola està ara abandonada. A l'agost i setembre de 2018 es va produir una crisi de salut pública a Quintero i Puchuncaví, on més de 300 persones van patir malalties per substàncies tòxiques de l'aire, procedents de les indústries contaminants.

### Mèxic
La presa d'Endhó, sovint coneguda com la "fosa sèptica més gran d'Amèrica Llatina" és una massa d'aigua molt contaminada que es va construir a la dècada de 1950 per subministrar aigua de reg a la regió de la vall de Mezquital de l'estat d'Hidalgo i avui rep al voltant del 70% de les aigües residuals de la Ciutat de Mèxic . El riu que alimenta la presa també és un important dipòsit de residus industrials d'una refineria de petroli, dues grans fàbriques de ciment i diversos polígons industrials de la regió. Aquestes fonts de contaminació s'han estès a fonts properes afectant persones, animals i conreus. El periodista Carlos Carabaña  indica que des de l'any 2007, la Comissió Nacional de l'Aigua ha emès informes a les autoritats municipals i estatals informant-los reiteradament de la presència d'alts nivells de metalls pesants als pous pròxims , instant les autoritats a prendre mesures a causa dels possibles riscos per a la salut que suposa la presa. Altres efectes relacionats amb la contaminació de la presa inclouen els danys als cultius a les comunitats veïnes de la presa, l'enverinament del bestiar i l'estigmatització dels productes agrícoles de la regió de la vall del Mezquital.

### Estats Units
L' EPA dels EUA va afirmar en un informe de 2004 en resposta a l' Oficina de l'Inspector General, que "la solució a la protecció desigual es troba en l'àmbit de la justícia ambiental per a tots els nord-americans. No s'ha de permetre que cap comunitat, ric o pobre, negre o blanc, es converteixi en una 'zona de sacrifici'". :28
Commentators including Chris Hedges, Joe Sacco, Robert Bullard and Stephen Lerner have argued that corporate business practices contribute to producing sacrifice zones and that these zones most commonly exist in low-income and minority, usually African-American communities.   Sacrifice zones are a central topic for the graphic novel Days of Destruction, Days of Revolt, written by Hedges and illustrated by Sacco.
El 2012, Hedges va declarar que exemples de zones de sacrifici incloïen Pine Ridge, Dakota del Sud, i Camden, Nova Jersey . El 2017, un projecte d'habitatge públic de West Calumet a East Chicago, Indiana, construït a l'antic lloc d'una fosa de plom, va haver de ser enderrocat i substituir el sòl per portar la zona als estàndards residencials, desplaçant 1.000 residents. El 2014, Naomi Klein va escriure que "gestionar una economia amb fonts d'energia que alliberen verins com a part inevitable de la seva extracció i refinació sempre ha requerit zones de sacrifici".

### Veneçuela

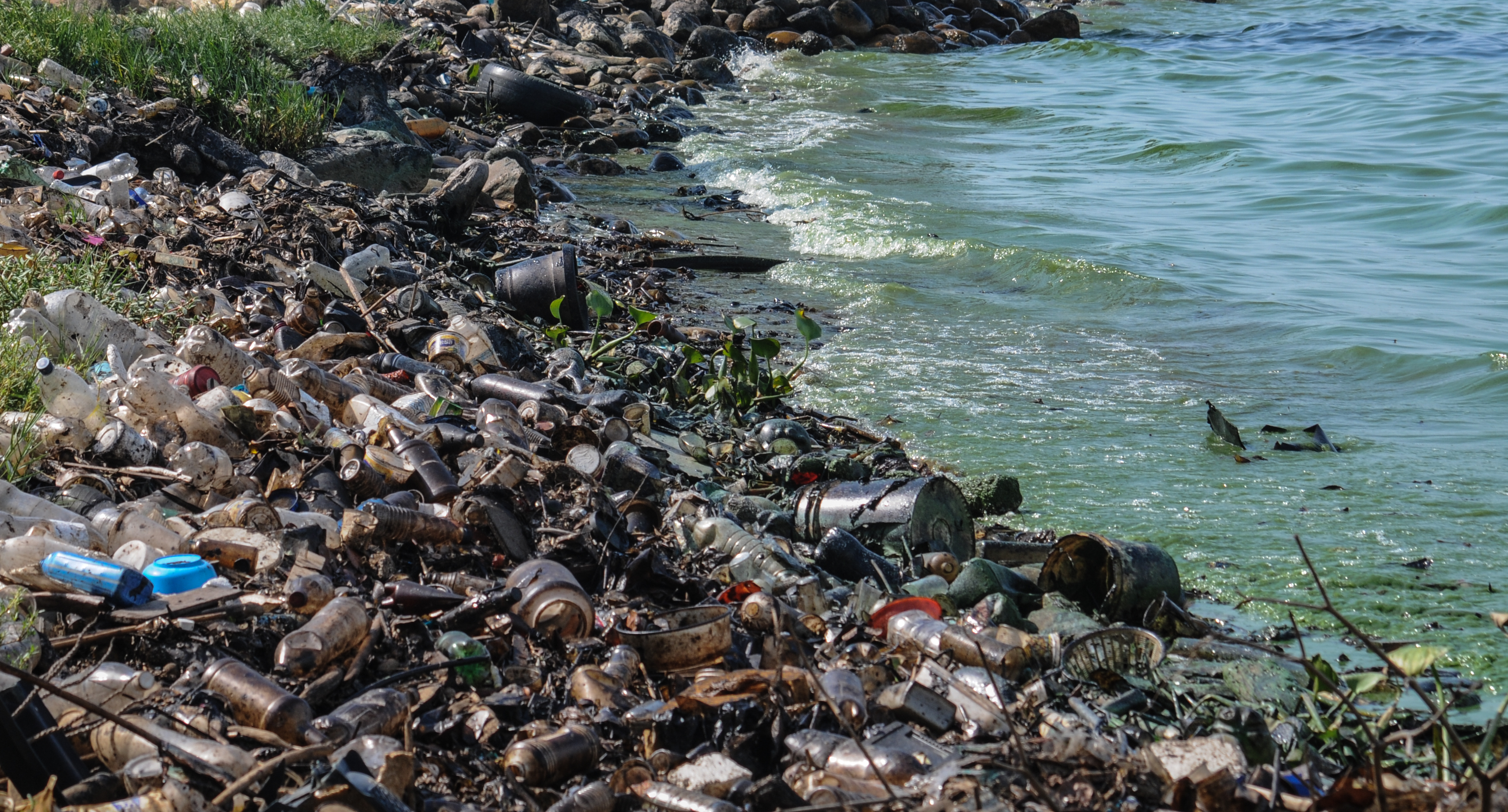
Contaminació al llac de Maracaibo

El llac de Maracaibo, a l'estat de Zulia, és una de les masses d'aigua més importants de la regió occidental de Veneçuela. Aquest llac també va ser el lloc d'una de les pitjors catàstrofes ambientals de la història de Veneçuela: l'explosió de Barroso II el 1922; un pou de petroli que va començar a arrossegar grans quantitats de petroli durant 9 dies, vessant uns 900.000 barrils a la zona. Aquest desastre petrolier, paradoxalment, es va convertir en una fita per a l'abundància de la indústria petroliera al país.
Erick Camargo indica que els vessaments de petroli generats per la manca de manteniment de la complexa xarxa d'infraestructures petrolieres continuen sent una constant i són la principal causa de contaminació del llac. Tanmateix, també indica que l'ús d'agroquímics als cultius propers i l'abocament d'aigües residuals empitjoren la situació.
Un article científic de 2022 revela la presència de múltiples elements tòxics en sediments superficials de diferents parts del llac. Això suposa un risc elevat per a la flora i la fauna de la regió, així com per a la salut de les comunitats humanes que viuen a les zones on es van prendre les mostres. Un altre estudi del 2007 va revelar la presència de metalls tòxics en part dels aqüífers del metro connectats a la conca del llac; les mostres preses tenien valors molt per sobre dels límits permesos per a l'aigua potable segons la normativa nacional i internacional.

## Indústria espacial

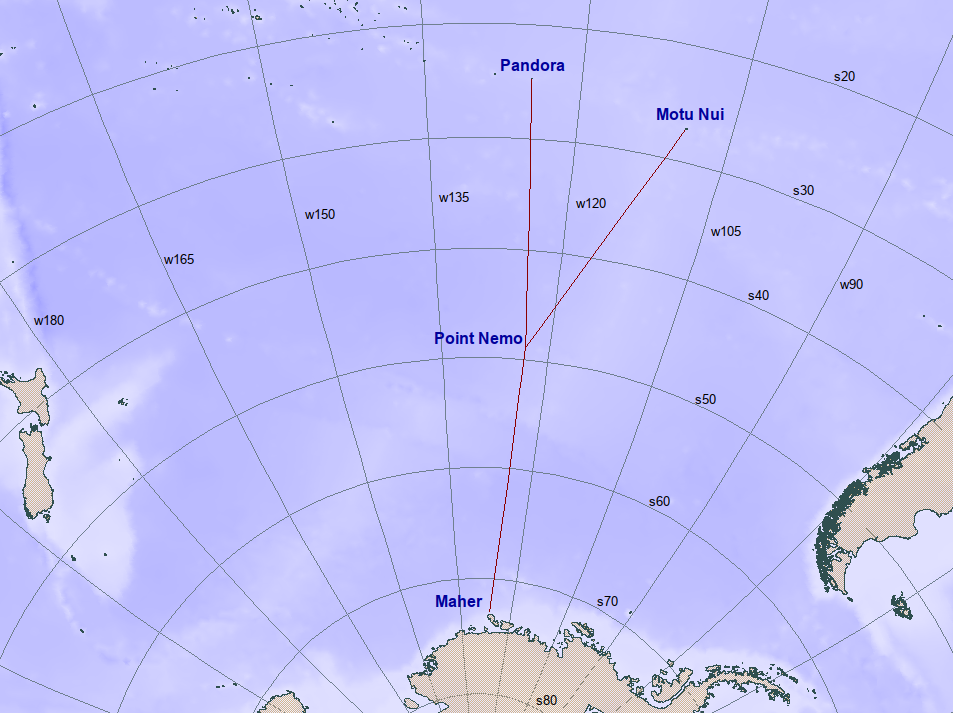
Point Nemo també es coneix com "el pol oceànic d'inaccessibilitat" per ser el punt de qualsevol oceà més allunyat de la terra. Serveix com a "cementiri de naus espacials" per a la infraestructura espacial i els vaixells.

S'ha proposat que les interaccions home-entorn que es troben al cor de la justícia ambiental, incloses les zones de sacrifici, també inclouen el sacrifici ambiental de les regions més enllà de la Terra. Klinger afirma que "la geopolítica ambiental de la Terra i l'espai exterior estan inextricablement lligades per la política espacial de privilegis i sacrificis". – entre persones, llocs i institucions". Dunnett ha anomenat l'espai exterior la "zona de sacrifici definitiva" que exemplifica una recerca emmarcada colonialment d'⁣oportunitats infinites d'⁣acumulació, explotació i contaminació. Això es manifesta tant en zones de sacrifici terrestres com espacials relacionades amb la infraestructura de llançament, els residus i les deixalles orbitals .
Point Nemo és un punt oceànic d'inaccessibilitat situat dins del gir del Pacífic Sud. Està seleccionat com el lloc més remot del món i serveix com a "cementiri de naus espacials" per a la infraestructura i els vaixells espacials. Des de 1971, 273 naus espacials i satèl·lits s'han dirigit a Point Nemo; aquest nombre inclou l'⁣Estació Espacial Mir (142 tones) i inclourà l'⁣Estació Espacial Internacional (240 tones).

## Més lectures
- Dumping in Dixie de Robert Bullard. Routledge, 1990, 302 pp.ISBN 0-8133-6792-1
- Zones de sacrifici : les primeres línies de l'exposició a productes químics tòxics als Estats Units per Steve Lerner. Cambridge, MA:MIT Press, 2010. 346 pàgs.ISBN 978-0-262-01440-3
- Dies de destrucció, dies de revolta de Chris Hedges i Joe Sacco. Il·lustrat. 302 pàg. Llibres de la nació, 2012. 302 pàgs.ISBN 978-1-56858-824-7ISBN 978-1-56858-824-7